# Dendrobium sematoglossum
Dendrobium sematoglossum är en orkidéart som beskrevs av Rudolf Schlechter. Dendrobium sematoglossum ingår i släktet Dendrobium, och familjen orkidéer. Inga underarter finns listade i Catalogue of Life.